# Campeonato Europeo Femenino Sub-19 de la UEFA 2015
El Campeonato Europeo Femenino Sub-19 de la UEFA de 2014-15 fue la decimoctava edición del máximo torneo europeo de selecciones de categoría sub-19. La primera fase de clasificación comenzó el 13 de septiembre de 2014. La fase final se realizó en Israel entre el 15 y el 27 de julio.

## Primera fase de clasificación
Cuarenta y cuatro equipos participaron en esta ronda. Hubo once grupos de cuatro equipos cada uno. Los once primeros de cada grupo y los diez mejores segundos se unieron a Alemania, Inglaterra y Francia en la segunda fase de clasificación, con un total de 24 selecciones. La fase final del torneo, está compuesta por ocho conjuntos. Israel pasa directamente a la etapa final por ser la anfitriona.
El sorteo se realizó el 20 de noviembre de 2013 en Nyon, Suiza.

### Grupo 1
País anfitrión: Lituania
| Equipo   | Pts. | PJ | PG | PE | PP | GF | GC | Dif. |
| -------- | ---- | -- | -- | -- | -- | -- | -- | ---- |
| España   | 9    | 3  | 3  | 0  | 0  | 23 | 1  | 22   |
| Islandia | 6    | 3  | 2  | 0  | 1  | 10 | 2  | 8    |
| Croacia  | 3    | 3  | 1  | 0  | 2  | 3  | 10 | -7   |
| Lituania | 0    | 3  | 0  | 0  | 3  | 2  | 25 | -23  |

| 13 de septiembre de 2014 | España                                                                 | 7:0 (7:0) | Croacia | Estadio Sūduva, Marijampolė, Lituania |                       |
| 16:00 (UTC+3)            | Falcón 12' 27' 37' · Caldentey 16' 41' · N. García 43' · M. García 44' | Reporte   |         | Árbitra: Eszter Urban                 | Árbitra: Eszter Urban |

| 13 de septiembre de 2014 | Islandia | 8:0 (3:0) | Lituania | Estadio Darius y Girėnas, Kaunas, Lituania |                               |
| 16:00 (UTC+3)            | I. Sigurdardóttir 7' · Arnarsdóttir 12' · G. Sigurdardóttir 23' 54' 69' · Hlynsdóttir 67' · Hauksdóttir 84' · S. Sigurdardóttir 87' | Reporte   |          | Árbitra: Julia-Stefanie Baier              | Árbitra: Julia-Stefanie Baier |

| 15 de septiembre de 2014 | España | 14:0 (8:0) | Lituania | Estadio Darius y Girėnas, Kaunas, Lituania |                          |
| 16:00 (UTC+3)            | P. Garrote 3' 36' 67' 75' · Falcón 7' 66' 82' · M. García 18' · Caldentey 24' 26' 60' · Baños 33' · N. García 38' 58' | Reporte    |          | Árbitra: Eliska Kramlova                   | Árbitra: Eliska Kramlova |

| 15 de septiembre de 2014 | Croacia | 0:1 (0:1) | Islandia             | Estadio Sūduva, Marijampolė, Lituania |                               |
| 16:00 (UTC+3)            |         | Reporte   | 5' I. Sigurdardóttir | Árbitra: Julia-Stefanie Baier         | Árbitra: Julia-Stefanie Baier |

| 18 de septiembre de 2014 | Islandia         | 1:2 (0:1) | España                          | Estadio Sūduva, Marijampolė, Lituania |                       |
| 16:00 (UTC+3)            | Arnarsdóttir 78' | Reporte   | 17' N. García · 90+1' Caldentey | Árbitra: Eszter Urban                 | Árbitra: Eszter Urban |

| 18 de septiembre de 2014 | Lituania                      | 2:3 (1:3) | Croacia                                                | Estadio Darius y Girėnas, Kaunas, Lituania |                          |
| 16:00 (UTC+3)            | Veličkaitė 2' · Ruzgutė 90+3' | Reporte   | 28' Šćukanec-Hopinski · 31' Maltašić · 45+1' Dokuzović | Árbitra: Eliska Kramlova                   | Árbitra: Eliska Kramlova |

### Grupo 2
País anfitrión: Azerbaiyán
| Equipo     | Pts. | PJ | PG | PE | PP | GF | GC | Dif. |
| ---------- | ---- | -- | -- | -- | -- | -- | -- | ---- |
| Dinamarca  | 9    | 3  | 3  | 0  | 0  | 10 | 1  | 9    |
| Ucrania    | 6    | 3  | 2  | 0  | 1  | 5  | 5  | 0    |
| Azerbaiyán | 1    | 3  | 0  | 1  | 2  | 0  | 4  | -4   |
| Chipre     | 1    | 3  | 0  | 1  | 2  | 1  | 6  | -5   |

| 13 de septiembre de 2014 | Ucrania      | 1:0 (0:0) | Azerbaiyán | Estadio Bayil, Bakú, Azerbaiyán |                         |
| 11:00 (UTC+5)            | Holovach 64' | Reporte   |            | Árbitro(s): Ivana Vlaić         | Árbitro(s): Ivana Vlaić |

| 13 de septiembre de 2014 | Dinamarca              | 3:0 (2:0) | Chipre | Estadio Bayil, Bakú, Azerbaiyán  |                                  |
| 19:00 (UTC+5)            | Arngrimsen 19' 41' 63' | Reporte   |        | Árbitro(s): Graziella Pirriatore | Árbitro(s): Graziella Pirriatore |

| 15 de septiembre de 2014 | Chipre      | 1:3 (1:0) | Ucrania                                     | Estadio Bayil, Bakú, Azerbaiyán |                         |
| 16:00 (UTC+5)            | Violari 39' | Reporte   | 58' Mokhnach · 61' Kozyrenko · 82' Holovach | Árbitro(s): Ivana Vlaić         | Árbitro(s): Ivana Vlaić |

| 15 de septiembre de 2014 | Dinamarca                        | 3:0 (2:0) | Azerbaiyán | Estadio Bayil, Bakú, Azerbaiyán |                                 |
| 19:00 (UTC+5)            | Sørensen 8' 58' · Arngrimsen 35' | Reporte   |            | Árbitro(s): Désirée Grundbacher | Árbitro(s): Désirée Grundbacher |

| 18 de septiembre de 2014 | Ucrania             | 1:4 (1:1) | Dinamarca                                                      | Dalga Arena, Bakú, Azerbaiyán    |                                  |
| 11:00 (UTC+5)            | Kozyrenko 2' (pen.) | Reporte   | 45+2' Schioldan · 52' Madsen · 79' Andersen · 90+3' Arngrimsen | Árbitro(s): Graziella Pirriatore | Árbitro(s): Graziella Pirriatore |

| 18 de septiembre de 2014 | Azerbaiyán | 0:0     | Chipre | Estadio Bayil, Bakú, Azerbaiyán |                                 |
| 11:00 (UTC+5)            |            | Reporte |        | Árbitro(s): Désirée Grundbacher | Árbitro(s): Désirée Grundbacher |

### Grupo 3
País anfitrión: Albania
| Equipo  | Pts. | PJ | PG | PE | PP | GF | GC | Dif. |
| ------- | ---- | -- | -- | -- | -- | -- | -- | ---- |
| Noruega | 7    | 3  | 2  | 1  | 0  | 14 | 0  | 14   |
| Escocia | 7    | 3  | 2  | 1  | 0  | 11 | 1  | 10   |
| Polonia | 3    | 3  | 1  | 0  | 2  | 6  | 6  | 0    |
| Albania | 0    | 3  | 0  | 0  | 3  | 0  | 24 | -24  |

| 13 de septiembre de 2014 | Noruega                                   | 3:0 (1:0) | Polonia | Estadio Loni Papuçiu, Fier, Albania |                              |
| 12:00 (UTC+2)            | - Markussen 9' - Sævik 50' - Jensen 90+1' | Reporte   |         | Árbitro(s): Knarik Grigoryan        | Árbitro(s): Knarik Grigoryan |

| 13 de septiembre de 2014 | Escocia                                                                                     | 8:0 (3:0) | Albania | Estadio Flamurtari, Vlorë, Albania |                           |
| 15:00 (UTC+2)            | - Howat 17', 51' - Arnot 37' - Ness 45', 60' - McLauchlan 67' - McKerlie 74' - Graham 90+4' | Reporte   |         | Árbitro(s): Tanja Subotič          | Árbitro(s): Tanja Subotič |

| 15 de septiembre de 2014 | Polonia      | 1:3 (0:3) | Escocia                          | Estadio Loni Papuçiu, Fier, Albania |                           |
| 12:00 (UTC+2)            | - Zapała 46' | Reporte   | - 35' Graham / 40', 42' Harrison | Árbitro(s): Tanja Subotič           | Árbitro(s): Tanja Subotič |

| 15 de septiembre de 2014 | Noruega                                                                                                   | 11:0 (3:0) | Albania | Estadio Flamurtari, Vlorë, Albania |                            |
| 15:00 (UTC+2)            | - Hiim 12', 45+2', 66', 80', 85' - Jensen 41', 49' - Andreassen 53' - Fridlund 74' - Lund 89' - Lie 90+4' | Reporte    |         | Árbitro(s): Eleni Antoniou         | Árbitro(s): Eleni Antoniou |

| 18 de septiembre de 2014 | Escocia | 0:0     | Noruega | Estadio Loni Papuçiu, Fier, Albania |                              |
| 15:00 (UTC+2)            |         | Reporte |         | Árbitro(s): Knarik Grigoryan        | Árbitro(s): Knarik Grigoryan |

| 18 de septiembre de 2014 | Albania | 0:5 (0:2) | Polonia                                                        | Estadio Flamurtari, Vlorë, Albania |                            |
| 15:00 (UTC+2)            |         | Reporte   | - 17' Grabowska - 38' Bolko - 49' 69' Wiankowska - 86' Matysik | Árbitro(s): Eleni Antoniou         | Árbitro(s): Eleni Antoniou |

### Grupo 4
País anfitrión: Turquía
| Equipo     | Pts. | PJ | PG | PE | PP | GF | GC | Dif. |
| ---------- | ---- | -- | -- | -- | -- | -- | -- | ---- |
| Italia     | 9    | 3  | 3  | 0  | 0  | 12 | 0  | 12   |
| Turquía    | 4    | 3  | 1  | 1  | 1  | 7  | 3  | 4    |
| Gales      | 4    | 3  | 1  | 1  | 1  | 4  | 5  | -1   |
| Kazajistán | 0    | 3  | 0  | 0  | 3  | 2  | 17 | -15  |

| 13 de septiembre de 2014 | Gales                              | 3:1 (2:1) | Kazajistán   | Minareli Çavuş Spor Tesisleri, Bursa, Turquía |                           |
| 14:00 (UTC+3)            | Murphy 17' · Evans 34' · Lloyd 66' | Reporte   | 42' Saparova | Árbitra: Ivana Projkovska                     | Árbitra: Ivana Projkovska |

| 13 de septiembre de 2014 | Italia        | 1:0 (0:0) | Turquía | Estadio Yeni Rize Şehir, Inegöl, Turquía |                        |
| 16:00 (UTC+3)            | Giugliano 59' | Reporte   |         | Árbitra: Kateryna Zora                   | Árbitra: Kateryna Zora |

| 15 de septiembre de 2014 | Italia                                                                                                   | 8:0 (3:0) | Kazajistán | Minareli Çavuş Spor Tesisleri, Bursa, Turquía |                        |
| 14:00 (UTC+3)            | Giugliano 3' 64' (pen.) · Garavelli 6' · Bergamaschi 42' 53' · Pittaccio 76' · Goldoni 80' · Vergani 84' | Reporte   |            | Árbitra: Sarah Garratt                        | Árbitra: Sarah Garratt |

| 15 de septiembre de 2014 | Turquía    | 1:1 (1:1) | Gales       | Estadio Yeni Rize Şehir, Inegöl, Turquía |                           |
| 14:00 (UTC+3)            | Erdoğan 3' | Reporte   | 34' Hosford | Árbitra: Ivana Projkovska                | Árbitra: Ivana Projkovska |

| 18 de septiembre de 2014 | Gales | 0:3 (0:1) | Italia                                         | Minareli Çavuş Spor Tesisleri, Bursa, Turquía |                        |
| 14:00 (UTC+3)            |       | Reporte   | 14' (a.g.) Evans · 52' Galli · 79' Bergamaschi | Árbitra: Kateryna Zora                        | Árbitra: Kateryna Zora |

| 18 de septiembre de 2014 | Kazajistán     | 1:6 (0:2) | Turquía                                                                  | Estadio Yeni Rize Şehir, Inegöl, Turquía |                        |
| 14:00 (UTC+3)            | Bortnikova 68' | Reporte   | 2' 15' (pen.) 70' Topçu · 67' Baturay · 80' Dişli · 88' (pen.) Sivrikaya | Árbitra: Sarah Garratt                   | Árbitra: Sarah Garratt |

### Grupo 5
País anfitrión: Serbia
| Equipo       | Pts. | PJ | PG | PE | PP | GF | GC | Dif. |
| ------------ | ---- | -- | -- | -- | -- | -- | -- | ---- |
| Países Bajos | 9    | 3  | 3  | 0  | 0  | 21 | 1  | 20   |
| Serbia       | 6    | 3  | 2  | 0  | 1  | 11 | 5  | 6    |
| Islas Feroe  | 3    | 3  | 1  | 0  | 2  | 5  | 14 | -9   |
| Letonia      | 0    | 3  | 0  | 0  | 3  | 1  | 18 | -17  |

| 13 de septiembre de 2014, 16:00 (UTC+2) | Países Bajos                                                                           | 9:0 (4:0) | Islas Feroe | Stadion FK Srem, Jakovo          |                                  |
|                                         | Roord 6' 17' 52' 88' · Folkertsma 24' · Strik 43' · Beerensteyn 61' 76' · Hendriks 85' | Reporte   |             | Árbitro(s): Justina Lavrenovaite | Árbitro(s): Justina Lavrenovaite |

| 13 de septiembre de 2014, 16:00 (UTC+2) | Serbia                                        | 5:1 (1:0) | Letonia       | Sports Center FA de Serbia, Stara Pazova |                           |
|                                         | Petrov 17' 75' · Delić 49' 69' · Pantelić 68' | Reporte   | 78' Strautiņa | Árbitro(s): Galiya Echeva                | Árbitro(s): Galiya Echeva |

| 15 de septiembre de 2014, 16:00 (UTC+2) | Países Bajos | 10:0 (3:0) | Letonia | Sports Center FA de Serbia, Stara Pazova |                            |
|                                         | Kaagman 22' · Roord 26' (pen.) 71' 82' 90+2' · Van Der Linden 37' · Folkertsma 50' 73' · Bruinenberg 59' · Hendriks 86' | Reporte    |         | Árbitro(s): Cristina Bujor               | Árbitro(s): Cristina Bujor |

| 15 de septiembre de 2014, 16:00 (UTC+2) | Islas Feroe      | 2:5 (2:1) | Serbia                                                               | Suvača Sportcenter, Pećinci |                           |
|                                         | Simonsen 13' 44' | Reporte   | 30' Racić · 50' Petrov · 57' Pantelić · 62' Matić · 90+2' Stevanović | Árbitro(s): Galiya Echeva   | Árbitro(s): Galiya Echeva |

| 18 de septiembre de 2014, 16:00 (UTC+2) | Serbia     | 1:2 (0:0) | Países Bajos            | Sports Center FA de Serbia, Stara Pazova |                                  |
|                                         | Petrov 65' | Reporte   | 76' Kaagman · 88' Roord | Árbitro(s): Justina Lavrenovaite         | Árbitro(s): Justina Lavrenovaite |

| 18 de septiembre de 2014, 16:00 (UTC+2) | Letonia | 0:3 (0:1) | Islas Feroe                             | Suvača Sportcenter, Pećinci |                            |
|                                         |         | Reporte   | 16' Johannesen · 46' Olsen · 65' Lervig | Árbitro(s): Cristina Bujor  | Árbitro(s): Cristina Bujor |

### Grupo 6
País anfitrión: Suecia
| Equipo     | Pts. | PJ | PG | PE | PP | GF | GC | Dif. |
| ---------- | ---- | -- | -- | -- | -- | -- | -- | ---- |
| Suecia     | 9    | 3  | 3  | 0  | 0  | 20 | 1  | 19   |
| Irlanda    | 4    | 3  | 1  | 1  | 1  | 5  | 6  | -1   |
| Moldavia   | 4    | 3  | 1  | 1  | 1  | 4  | 6  | -2   |
| Montenegro | 0    | 3  | 0  | 0  | 3  | 2  | 18 | -16  |

| 13 de septiembre de 2014, 15:00 (UTC+2) | Suecia                                     | 3:0 (3:0) | Moldavia | Estadio Vilans IP, Kristianstad |                           |
|                                         | Almqvist 2' · Blackstenius 20' · Björn 43' | Reporte   |          | Árbitro(s): Vesna Budimir       | Árbitro(s): Vesna Budimir |

| 13 de septiembre de 2014, 15:00 (UTC+2) | Irlanda                               | 3:0 (2:0) | Montenegro | Estadio Staffanstorp, Staffanstorp |                                |
|                                         | Carroll 21' 55' · Connolly 43' (pen.) | Reporte   |            | Árbitro(s): Barbara Bollenberg     | Árbitro(s): Barbara Bollenberg |

| 15 de septiembre de 2014, 15:00 (UTC+2) | Moldavia | 1:1 (1:0) | Irlanda     | Estadio Vilans IP, Kristianstad |                                |
|                                         | Tonu 87' | Reporte   | 8' Connolly | Árbitro(s): Barbara Bollenberg  | Árbitro(s): Barbara Bollenberg |

| 15 de septiembre de 2014, 18:00 (UTC+2) | Suecia | 12:0 (5:0) | Montenegro | Estadio Vångavallen, Trelleborg |                                |
|                                         | Bojat 1' (a.g.) · Almqvist 22' · Blackstenius 27' 36' 42' 82' 90' 90+1' (pen.) · Zigiotti Olme 56' · Persson 57' · Göthberg 84' · Norrhamn 87' | Reporte    |            | Árbitro(s): Beatriz Gil Gozalo  | Árbitro(s): Beatriz Gil Gozalo |

| 18 de septiembre de 2014, 14:00 (UTC+2) | Irlanda      | 1:5 (1:1) | Suecia                                      | Estadio Staffanstorp, Staffanstorp |                           |
|                                         | Connolly 21' | Reporte   | 45+4' 46' 60' 83' Blackstenius · 89' Hallin | Árbitro(s): Vesna Budimir          | Árbitro(s): Vesna Budimir |

| 18 de septiembre de 2014, 14:00 (UTC+2) | Montenegro    | 2:3 (2:0) | Moldavia                                      | Estadio Vångavallen, Trelleborg  |                                  |
|                                         | Bojat 31' 41' | Reporte   | 59' Culcițchi · 79' (pen.) Mițul · 82' Loghin | Árbitro(s): Beatriz Gil Gonzalez | Árbitro(s): Beatriz Gil Gonzalez |

### Grupo 7
País anfitrión: Bosnia y Herzegovina
| Equipo               | Pts. | PJ | PG | PE | PP | GF | GC | Dif. |
| -------------------- | ---- | -- | -- | -- | -- | -- | -- | ---- |
| República Checa      | 6    | 3  | 2  | 0  | 1  | 8  | 1  | 7    |
| Rumania              | 5    | 3  | 1  | 2  | 0  | 2  | 1  | 1    |
| Bosnia y Herzegovina | 4    | 3  | 1  | 1  | 1  | 5  | 4  | 1    |
| Malta                | 1    | 3  | 0  | 1  | 0  | 1  | 10 | -9   |

| 13 de septiembre de 2014, 15:00 (UTC+2) | República Checa                | 2:0 (2:0) | Bosnia y Herzegovina | Estadio Asim Ferhatović Hase, Sarajevo |                        |
|                                         | Jablončíková 17' · Křivská 37' | Reporte   |                      | Árbitro(s): Marte Sørø                 | Árbitro(s): Marte Sørø |

| 13 de septiembre de 2014, 15:00 (UTC+2) | Rumania | 0:0     | Malta | Estadio Otoka, Sarajevo       |                               |
|                                         |         | Reporte |       | Árbitro(s): Marta Frías Acedo | Árbitro(s): Marta Frías Acedo |

| 15 de septiembre de 2014, 15:00 (UTC+2) | República Checa                                                               | 6:0 (3:0) | Malta | Estadio Otoka, Sarajevo    |                            |
|                                         | Hloupá 7' · Černá 17' 40' · Jablončíková 56' · Němečková 86' · Chlumová 90+2' | Reporte   |       | Árbitro(s): Lorraine Clark | Árbitro(s): Lorraine Clark |

| 15 de septiembre de 2014, 15:00 (UTC+2) | Bosnia y Herzegovina | 1:1 (0:0) | Rumania        | Estadio Asim Ferhatović Hase, Sarajevo |                               |
|                                         | Šakotić 76'          | Reporte   | 90+5' Bistrian | Árbitro(s): Marta Frías Acedo          | Árbitro(s): Marta Frías Acedo |

| 18 de septiembre de 2014, 15:00 (UTC+2) | Rumania      | 1:0 (1:0) | República Checa | Estadio Otoka, Sarajevo |                        |
|                                         | Bistrian 34' | Reporte   |                 | Árbitro(s): Marte Sørø  | Árbitro(s): Marte Sørø |

| 18 de septiembre de 2014, 15:00 (UTC+2) | Malta    | 1:4 (0:2) | Bosnia y Herzegovina                                          | Estadio Asim Ferhatović Hase, Sarajevo |                            |
|                                         | Borg 67' | Reporte   | 24' Radeljić · 42' (pen.) Aleksić · 52' Koprena · 60' Kamerić | Árbitro(s): Lorraine Clark             | Árbitro(s): Lorraine Clark |

### Grupo 8
País anfitrión: Portugal
| Equipo              | Pts. | PJ | PG | PE | PP | GF | GC | Dif. |
| ------------------- | ---- | -- | -- | -- | -- | -- | -- | ---- |
| Rusia               | 9    | 3  | 3  | 0  | 0  | 14 | 0  | 14   |
| Portugal            | 6    | 3  | 2  | 0  | 1  | 15 | 1  | 14   |
| Macedonia del Norte | 1    | 3  | 0  | 1  | 2  | 2  | 15 | -13  |
| Bielorrusia         | 1    | 3  | 0  | 1  | 2  | 2  | 17 | -15  |

| 13 de septiembre de 2014, 15:00 (UTC+1) | Rusia                                                                                               | 9:0 (3:0) | Bielorrusia | Estadio Municipal de Fontelo, Viseu |                                 |
|                                         | Chernomyrdina 20' 43' · Andreeva 29' · Smirnova 48' 50' 79' · Berezina 59' 63' · Belomyttseva 90+1' | Reporte   |             | Árbitro(s): Valentina Garoffolo     | Árbitro(s): Valentina Garoffolo |

| 13 de septiembre de 2014, 16:00 (UTC+1) | Portugal                                                                        | 9:0 (3:0) | Macedonia | Estádio João Cardoso, Tondela |                           |
|                                         | Cardoso 7' 47' · Malho 32' 90' · Norton 45' 62' 74' · Pinto 64' · Azevedo 90+2' | Reporte   |           | Árbitro(s): Marija Kurtes     | Árbitro(s): Marija Kurtes |

| 15 de septiembre de 2014, 14:00 (UTC+1) | Macedonia | 0:4 (0:3) | Rusia                                                    | Estadio Municipal, Santa Comba Dão |                                 |
|                                         |           | Reporte   | 1' 20' Berezina · 18' Belomyttseva · 90+2' Chernomyrdina | Árbitro(s): Valentina Garoffolo    | Árbitro(s): Valentina Garoffolo |

| 15 de septiembre de 2014, 16:00 (UTC+1) | Portugal                                                   | 6:0 (2:0) | Bielorrusia | Parque Desportivo Sant'Ana, Penalva do Castelo |                             |
|                                         | Figueiras 41' 79' · Malho 43' 85' · Norton 49' · Silva 76' | Reporte   |             | Árbitro(s): Henrikke Nervik                    | Árbitro(s): Henrikke Nervik |

| 18 de septiembre de 2014, 16:00 (UTC+1) | Rusia            | 1:0 (1:0) | Portugal | Estádio Municipal de Nelas, Nelas |                           |
|                                         | Belomyttseva 15' | Reporte   |          | Árbitro(s): Marija Kurtes         | Árbitro(s): Marija Kurtes |

| 18 de septiembre de 2014, 16:00 (UTC+1) | Bielorrusia   | 2:2 (2:2) | Macedonia                     | Estádio Municipal de Mangualde, Mangualde |                             |
|                                         | Shuppo 2' 36' | Reporte   | 17' Levkova · 40' Krstanovska | Árbitro(s): Henrikke Nervik               | Árbitro(s): Henrikke Nervik |

### Grupo 9
País anfitrión: Hungría
| Equipo    | Pts. | PJ | PG | PE | PP | GF | GC | Dif. |
| --------- | ---- | -- | -- | -- | -- | -- | -- | ---- |
| Bélgica   | 9    | 3  | 3  | 0  | 0  | 7  | 1  | 6    |
| Eslovenia | 6    | 3  | 2  | 0  | 1  | 5  | 6  | -1   |
| Hungría   | 3    | 3  | 1  | 0  | 2  | 5  | 3  | 2    |
| Estonia   | 0    | 3  | 0  | 0  | 3  | 2  | 9  | -7   |

| 13 de septiembre de 2014, 13:00 (UTC+2) | Bélgica                                | 4:0 (2:0) | Eslovenia | Bük, Buk                               |                                        |
|                                         | Van Ackere 13' 45+2' 59' · Maximus 47' | Reporte   |           | Árbitro(s): Irina Turovskaya, Bulgaria | Árbitro(s): Irina Turovskaya, Bulgaria |

| 13 de septiembre de 2014, 18:00 (UTC+2) | Hungría                                         | 4:0 (3:0) | Estonia | Bük, Buk                   |                            |
|                                         | Szabó 27' · Nagypál 36' · Szabó 41' · Dencz 82' | Reporte   |         | Árbitro(s): Vivian Peeters | Árbitro(s): Vivian Peeters |

| 15 de septiembre de 2014, 12:30 (UTC+2) | Bélgica    | 1:0 (1:0) | Estonia | Bük, Buk                    |                             |
|                                         | Iliano 19' | Reporte   |         | Árbitro(s): Lina Lehtovaara | Árbitro(s): Lina Lehtovaara |

| 15 de septiembre de 2014, 16:30 (UTC+2) | Eslovenia    | 1:0 (0:0) | Hungría | Bük, Buk                     |                              |
|                                         | Predanič 60' | Reporte   |         | Árbitro(s): Irina Turovskaya | Árbitro(s): Irina Turovskaya |

| 18 de septiembre de 2014, 15:30 (UTC+2) | Hungría            | 1:2 (0:1) | Bélgica                        | Perutz Stadium, Pápa        |                             |
|                                         | Csorbai 74' (pen.) | Reporte   | 45+3' Baldewijns · 55' Maximus | Árbitro(s): Lina Lehtovaara | Árbitro(s): Lina Lehtovaara |

| 18 de septiembre de 2014, 15:30 (UTC+2) | Estonia        | 2:4 (2:2) | Eslovenia                                              | Bük, Buk                   |                            |
|                                         | Vilipuu 4' 28' | Reporte   | 43' (a.g.) Uueda · 45' Kos · 55' Kržan · 90+1' Ivanuša | Árbitro(s): Vivian Peeters | Árbitro(s): Vivian Peeters |

### Grupo 10
País anfitrión: Finlandia
| Equipo            | Pts. | PJ | PG | PE | PP | GF | GC | Dif. |
| ----------------- | ---- | -- | -- | -- | -- | -- | -- | ---- |
| Finlandia         | 9    | 3  | 3  | 0  | 0  | 14 | 0  | 14   |
| Irlanda del Norte | 6    | 3  | 2  | 0  | 1  | 9  | 3  | 6    |
| Grecia            | 3    | 3  | 1  | 0  | 2  | 8  | 5  | 3    |
| Georgia           | 0    | 3  | 0  | 0  | 3  | 0  | 23 | -23  |

| 13 de septiembre de 2014, 13:00 (UTC+3) | Finlandia                                   | 4:0 (1:0) | Grecia | Eerikkilä-Areena, Tammela |                       |
|                                         | Kollanen 43' 70' · Hakala 64' · Tunturi 81' | Reporte   |        | Árbitro(s): Ana Minić     | Árbitro(s): Ana Minić |

| 13 de septiembre de 2014, 17:00 (UTC+3) | Irlanda del Norte                                                                   | 8:0 (4:0) | Georgia | Eerikkilä-Areena, Tammela    |                              |
|                                         | Feehan 7' 25' 55' (pen.) · Timoney 30' · Mcglade 37' 90' · Kelly 48' · Carleton 63' | Reporte   |         | Árbitro(s): Aleksandra Česen | Árbitro(s): Aleksandra Česen |

| 15 de septiembre de 2014, 14:00 (UTC+3) | Grecia | 0:1 (0:0) | Irlanda del Norte | Eerikkilä-Areena, Tammela    |                              |
|                                         |        | Reporte   | 56' Feehan        | Árbitro(s): Aleksandra Česen | Árbitro(s): Aleksandra Česen |

| 15 de septiembre de 2014, 19:00 (UTC+3) | Finlandia                                                                                | 7:0 (3:0) | Georgia | Eerikkilä-Areena, Tammela       |                                 |
|                                         | Ahtinen 5' 44' 67' · Heikkilä 37' · Kollanen 48' · Savolainen 86' · Tunturi 90+3' (pen.) | Reporte   |         | Árbitro(s): Elvira Nurmustafina | Árbitro(s): Elvira Nurmustafina |

| 18 de septiembre de 2014, 16:00 (UTC+3) | Irlanda del Norte | 0:3 (0:1) | Finlandia            | Keskusliikuntapuisto, Kaarina |                       |
|                                         |                   | Reporte   | 26' 67' 71' Heikkilä | Árbitro(s): Ana Minić         | Árbitro(s): Ana Minić |

| 18 de septiembre de 2014, 16:00 (UTC+3) | Georgia | 0:8 (0:4) | Grecia                                                                                      | Eerikkilä-Areena, Tammela       |                                 |
|                                         |         | Reporte   | 9' 12' 45+2' 80' Sakellari · 33' Plyta · 59' Gkatsou · 71' Kaldaridou · 83' (pen.) Moraitou | Árbitro(s): Elvira Nurmustafina | Árbitro(s): Elvira Nurmustafina |

### Grupo 11
País anfitrión: Bulgaria
| Equipo     | Pts. | PJ | PG | PE | PP | GF | GC | Dif. |
| ---------- | ---- | -- | -- | -- | -- | -- | -- | ---- |
| Suiza      | 9    | 3  | 3  | 0  | 0  | 16 | 0  | 16   |
| Austria    | 6    | 3  | 2  | 0  | 1  | 11 | 2  | 9    |
| Eslovaquia | 3    | 3  | 1  | 0  | 2  | 7  | 10 | -3   |
| Bulgaria   | 0    | 3  | 0  | 0  | 3  | 2  | 24 | -22  |

| 13 de septiembre de 2014, 17:00 (UTC+3) | Suiza                                                  | 5:0 (1:0) | Eslovaquia | Albena 1, Albena               |                                |
|                                         | Glaser 21' 64' · Selimi 53' · Widmer 82' · Zehnder 83' | Reporte   |            | Árbitro(s): Florence Guillemin | Árbitro(s): Florence Guillemin |

| 13 de septiembre de 2014, 17:00 (UTC+3) | Austria                                                                           | 8:0 (6:0) | Bulgaria | Kaliakra, Kavarna           |                             |
|                                         | Malle 5' · Krammer 20' · Aufhauser 29' 30' 44' 66' · Dunst 45+1' · Maierhofer 74' | Reporte   |          | Árbitro(s): Ivana Martinčić | Árbitro(s): Ivana Martinčić |

| 15 de septiembre de 2014, 17:00 (UTC+3) | Suiza                                                                                            | 9:0 (6:0) | Bulgaria | Kaliakra, Kavarna          |                            |
|                                         | Calligaris 4' 10' · Glaser 12' 51' 85' · Stierli 14' (pen.) · Zehnder 36' 90+2' · Ramseier 45+2' | Reporte   |          | Árbitro(s): Ifeoma Kulmala | Árbitro(s): Ifeoma Kulmala |

| 15 de septiembre de 2014, 17:00 (UTC+3) | Eslovaquia | 0:3 (0:1) | Austria                                              | Albena 1, Albena            |                             |
|                                         |            | Reporte   | 20' (pen.) Georgieva · 73' Mahr · 90' (pen.) Krammer | Árbitro(s): Ivana Martinčić | Árbitro(s): Ivana Martinčić |

| 18 de septiembre de 2014, 17:00 (UTC+3) | Austria | 0:2 (0:1) | Suiza                   | Albena 1, Albena               |                                |
|                                         |         | Reporte   | 23' Glaser · 69' Müller | Árbitro(s): Florence Guillemin | Árbitro(s): Florence Guillemin |

| 18 de septiembre de 2014, 17:00 (UTC+3) | Bulgaria                      | 2:7 (1:1) | Eslovaquia                                                              | Kaliakra, Kavarna          |                            |
|                                         | Bandeva 43' · Popadiynova 64' | Reporte   | 31' Švecová · 54' 77' 90+4' Čopíková · 68' 69' Nižňanská · 75' Moťovská | Árbitro(s): Ifeoma Kulmala | Árbitro(s): Ifeoma Kulmala |

### Ranking de los segundos puestos
Los 10 mejores segundos lugares de los 11 grupos pasaron a la siguiente ronda junto a los ganadores de cada grupo. Se contabilizan los resultados obtenidos en contra de los ganadores y los terceros clasificados de cada grupo. Quedó fuera República de Irlanda.
| Grp | Equipo            | PJ | PG | PE | PP | GF | GC | DG | Pts |
| --- | ----------------- | -- | -- | -- | -- | -- | -- | -- | --- |
| 3   | Escocia           | 2  | 1  | 1  | 0  | 3  | 1  | 2  | 4   |
| 7   | Rumania           | 2  | 1  | 1  | 0  | 2  | 1  | 1  | 4   |
| 8   | Portugal          | 2  | 1  | 0  | 1  | 9  | 1  | 8  | 3   |
| 5   | Serbia            | 2  | 1  | 0  | 1  | 6  | 4  | 2  | 3   |
| 11  | Austria           | 2  | 1  | 0  | 1  | 3  | 2  | 1  | 3   |
| 1   | Islandia          | 2  | 1  | 0  | 1  | 2  | 2  | 0  | 3   |
| 2   | Ucrania           | 2  | 1  | 0  | 1  | 2  | 4  | -2 | 3   |
| 10  | Irlanda del Norte | 2  | 1  | 0  | 1  | 1  | 3  | -2 | 3   |
| 9   | Eslovenia         | 2  | 1  | 0  | 1  | 1  | 4  | -3 | 3   |
| 4   | Turquía           | 2  | 0  | 1  | 1  | 1  | 2  | -1 | 1   |
| 6   | Irlanda           | 2  | 0  | 1  | 1  | 2  | 6  | -4 | 1   |

## Segunda fase de clasificación o ronda élite
Los primeros de cada grupo y los diez mejores segundos se unieron a Alemania, Inglaterra y Francia en esta segunda fase de clasificación. Constó de seis grupos de cuatro equipos cada uno. 
Los ganadores de cada grupo avanzaron a la ronda final, junto al mejor segundo.
El sorteo de esta etapa se realizó el 19 de noviembre de 2014 en Nyon, Suiza.

### Grupo 1
País anfitrión: Portugal
| Equipo    | Pts. | PJ | PG | PE | PP | GF | GC | Dif. |
| --------- | ---- | -- | -- | -- | -- | -- | -- | ---- |
| España    | 9    | 3  | 3  | 0  | 0  | 13 | 0  | 13   |
| Portugal  | 4    | 3  | 1  | 1  | 1  | 2  | 3  | –1   |
| Finlandia | 2    | 3  | 0  | 2  | 1  | 3  | 9  | –6   |
| Turquía   | 1    | 3  | 0  | 1  | 2  | 2  | 8  | –6   |

| 4 de abril de 2015, 14:00 (UTC+1) | Finlandia                 | 2:2 (0:1) | Turquía                 | Estádio Fernando Cabrita, Lagos |                            |
|                                   | Collin 48' · Kollanen 66' | Reporte   | 36' Topçu · 90+2' Bakır | Árbitro(s): Séverine Zinck      | Árbitro(s): Séverine Zinck |

| 4 de abril de 2015, 16:00 (UTC+1) | España                       | 2:0 (1:0) | Portugal | Estádio da Nora, Ferreiras    |                               |
|                                   | García 15' · Domínguez 90+4' | Reporte   |          | Árbitro(s): Eleni Lampadariou | Árbitro(s): Eleni Lampadariou |

| 6 de abril de 2015, 14:00 (UTC+1) | España                                      | 5:0 (3:0) | Turquía | Estadio Algarve, Faro  |                        |
|                                   | García 6' 32' · Sánchez 43' 51' · Turmo 76' | Reporte   |         | Árbitro(s): Rhona Daly | Árbitro(s): Rhona Daly |

| 6 de abril de 2015, 16:00 (UTC+1) | Portugal         | 1:1 (1:0) | Finlandia    | Estadio Municipal Bela Vista, Parchal |                            |
|                                   | Malho 19' (pen.) | Reporte   | 81' Kollanen | Árbitro(s): Séverine Zinck            | Árbitro(s): Séverine Zinck |

| 9 de abril de 2015, 16:00 (UTC+1) | Finlandia | 0:6 (0:3) | España                                                           | Estadio Municipal Bela Vista, Parchal |                               |
|                                   |           | Reporte   | 12' 29' Ortega · 31' Caldentey · 46' 79' Redondo · 77' Domínguez | Árbitro(s): Eleni Lampadariou         | Árbitro(s): Eleni Lampadariou |

| 9 de abril de 2015, 16:00 (UTC+1) | Turquía | 0:1 (0:0) | Portugal    | Estádio da Nora, Ferreiras |                        |
|                                   |         | Reporte   | 63' Marchão | Árbitro(s): Suat Okyar     | Árbitro(s): Suat Okyar |

### Grupo 2
País anfitrión: Serbia
| Equipo  | Pts. | PJ | PG | PE | PP | GF | GC | Dif. |
| ------- | ---- | -- | -- | -- | -- | -- | -- | ---- |
| Suecia  | 7    | 3  | 2  | 1  | 0  | 6  | 3  | 3    |
| Italia  | 6    | 3  | 2  | 0  | 1  | 8  | 6  | 2    |
| Austria | 4    | 3  | 1  | 1  | 1  | 7  | 4  | 3    |
| Serbia  | 0    | 3  | 0  | 0  | 3  | 5  | 13 | –8   |

| 4 de abril de 2015, 15:00 (UTC+2) | Suecia | 0:0     | Austria | Stadion FK Srem, Jakovo            |                                    |
|                                   |        | Reporte |         | Árbitro(s): Anastasia Pustovoitova | Árbitro(s): Anastasia Pustovoitova |

| 4 de abril de 2015, 15:00 (UTC+2) | Italia                                           | 4:2 (3:1) | Serbia                 | Sports Center of FA of Serbia, Stara Pazova |                                   |
|                                   | Giugliano 4' 37' · Bergamaschi 10' · Mellano 63' | Reporte   | 34' Petrov · 50' Matić | Árbitro(s): Karolina Radzik-Johan           | Árbitro(s): Karolina Radzik-Johan |

| 6 de abril de 2015, 15:00 (UTC+2) | Suecia                                                 | 4:2 (3:1) | Serbia           | Suvača Sportcenter, Pećinci   |                               |
|                                   | Zigiotti Olme 14' · Blackstenius 29' 43' · Jansson 83' | Reporte   | 24' 90+3' Poljak | Árbitro(s): Marta Frías Acedo | Árbitro(s): Marta Frías Acedo |

| 6 de abril de 2015, 15:00 (UTC+2) | Austria              | 2:3 (0:1) | Italia                                       | Sports Center of FA of Serbia, Stara Pazova |                                   |
|                                   | Billa 87' · Mahr 89' | Reporte   | 35' Piemonte · 77' Mellano · 83' Bergamaschi | Árbitro(s): Karolina Radzik-Johan           | Árbitro(s): Karolina Radzik-Johan |

| 9 de abril de 2015, 15:00 (UTC+2) | Italia          | 1:2 (1:0) | Suecia                           | Suvača Sportcenter, Pećinci        |                                    |
|                                   | Bergamaschi 22' | Reporte   | 64' Blackstenius · 89' Andersson | Árbitro(s): Anastasia Pustovoitova | Árbitro(s): Anastasia Pustovoitova |

| 9 de abril de 2015, 15:00 (UTC+2) | Serbia     | 1:5 (0:4) | Austria                                                        | Sports Center of FA of Serbia, Stara Pazova |                               |
|                                   | Poljak 65' | Reporte   | 10' Billa · 25' 45+2' Leitner · 28' Schwarzlmüller · 81' Dunst | Árbitro(s): Marta Frías Acedo               | Árbitro(s): Marta Frías Acedo |

### Grupo 3
País anfitrión: Francia
| Equipo   | Pts. | PJ | PG | PE | PP | GF | GC | Dif. |
| -------- | ---- | -- | -- | -- | -- | -- | -- | ---- |
| Francia  | 9    | 3  | 3  | 0  | 0  | 8  | 0  | 8    |
| Rusia    | 6    | 3  | 2  | 0  | 1  | 6  | 2  | 4    |
| Islandia | 3    | 3  | 1  | 0  | 2  | 4  | 9  | -5   |
| Rumania  | 0    | 3  | 0  | 0  | 3  | 0  | 7  | -7   |

| 4 de abril de 2015, 16:00 (UTC+2) | Francia                                         | 5:0 (2:0) | Islandia | Estadio Municipal de Melun, Melun |                              |
|                                   | Lahmari 28' · Léger 41' 53' 58' · Cascarino 68' | Reporte   |          | Árbitro(s): Esther Azzopardi      | Árbitro(s): Esther Azzopardi |

| 4 de abril de 2015, 18:00 (UTC+2) | Rusia                                | 2:0 (1:0) | Rumania | Stade des 3 sapins, Ozoir-la-Ferrière |                            |
|                                   | Chernomyrdina 28' · David 85' (pen.) | Reporte   |         | Árbitro(s): Lorraine Clark            | Árbitro(s): Lorraine Clark |

| 6 de abril de 2015, 16:00 (UTC+2) | Francia                | 2:0 (1:0) | Rumania | Stade des 3 sapins, Ozoir-la-Ferrière |                           |
|                                   | Salomon 7' · Léger 76' | Reporte   |         | Árbitro(s): Vesna Budimir             | Árbitro(s): Vesna Budimir |

| 6 de abril de 2015, 18:00 (UTC+2) | Islandia        | 1:4 (1:3) | Rusia                                           | Estadio Municipal de Melun, Melun |                            |
|                                   | Hlynsdóttir 45' | Reporte   | 17' 58' (pen.) Chernomyrdina · 25' 35' Andreeva | Árbitro(s): Lorraine Clark        | Árbitro(s): Lorraine Clark |

| 9 de abril de 2015, 18:00 (UTC+2) | Rusia | 0:1 (0:0) | Francia          | Estadio Municipal de Melun, Melun |                              |
|                                   |       | Reporte   | 75' (pen.) Léger | Árbitro(s): Esther Azzopardi      | Árbitro(s): Esther Azzopardi |

| 9 de abril de 2015, 18:00 (UTC+2) | Rumania | 0:3 (0:2) | Islandia                                                | Stade des 3 sapins, Ozoir-la-Ferrière |                           |
|                                   |         | Reporte   | 16' Arnarsdóttir · 23' Sigurjonsdóttir · 89' Jonsdóttir | Árbitro(s): Vesna Budimir             | Árbitro(s): Vesna Budimir |

### Grupo 4
País anfitrión: Irlanda del Norte
| Equipo            | Pts. | PJ | PG | PE | PP | GF | GC | Dif. |
| ----------------- | ---- | -- | -- | -- | -- | -- | -- | ---- |
| Inglaterra        | 7    | 3  | 2  | 1  | 0  | 14 | 4  | 10   |
| Noruega           | 7    | 3  | 2  | 1  | 0  | 12 | 3  | 9    |
| Suiza             | 3    | 3  | 1  | 0  | 2  | 2  | 5  | -3   |
| Irlanda del Norte | 0    | 3  | 0  | 0  | 3  | 2  | 18 | -16  |

| 4 de abril de 2015, 20:00 (UTC+2) | Inglaterra                          | 2:2 (0:0) | Noruega                           | Seaview, Belfast          |                           |
|                                   | Ayane 88' · Williamson 90+6' (pen.) | Reporte   | 59' Fjelldal · 86' (a.g.) Bartrip | Árbitro(s): Marija Kurtes | Árbitro(s): Marija Kurtes |

| 4 de abril de 2015, 20:00 (UTC+2) | Suiza          | 1:0 (1:0) | Irlanda del Norte | Solitude, Belfast         |                           |
|                                   | Calligaris 31' | Reporte   |                   | Árbitro(s): Elia Martínez | Árbitro(s): Elia Martínez |

| 6 de abril de 2015, 13:00 (UTC+2) | Noruega       | 2:0 (2:0) | Suiza | Solitude, Belfast         |                           |
|                                   | Hasund 3' 24' | Reporte   |       | Árbitro(s): Elia Martínez | Árbitro(s): Elia Martínez |

| 6 de abril de 2015, 16:00 (UTC+2) | Inglaterra                                                                                                | 9:1 (5:1) | Irlanda del Norte | Seaview, Belfast          |                           |
|                                   | Brett 27' · Flint 30' 33' 40' · Williamson 37' (pen.) 87' (pen.) · Mayling 50' · Zelem 59' · Turner 90+1' | Reporte   | 10' Mackin        | Árbitro(s): Kateryna Zora | Árbitro(s): Kateryna Zora |

| 9 de abril de 2015, 15:00 (UTC+2) | Suiza      | 1:3 (1:1) | Inglaterra                           | Seaview, Belfast          |                           |
|                                   | Widmer 29' | Reporte   | 27' 83' Dear · 61' (pen.) Williamson | Árbitro(s): Elia Martínez | Árbitro(s): Elia Martínez |

| 9 de abril de 2015, 15:00 (UTC+2) | Irlanda del Norte | 1:8 (1:4) | Noruega                                                                                                | Solitude, Belfast         |                           |
|                                   | Mackin 15'        | Reporte   | 8' (a.g.) Rafferty · 8' Fridlund · 14' Fjelldal · 30' Markussen · 58' Lie · 74' 89' Lund · 90+3' Velta | Árbitro(s): Kateryna Zora | Árbitro(s): Kateryna Zora |

### Grupo 5
País anfitrión: Alemania
| Equipo   | Pts. | PJ | PG | PE | PP | GF | GC | Dif. |
| -------- | ---- | -- | -- | -- | -- | -- | -- | ---- |
| Alemania | 9    | 3  | 3  | 0  | 0  | 18 | 1  | 17   |
| Bélgica  | 4    | 3  | 1  | 1  | 1  | 4  | 5  | -1   |
| Escocia  | 4    | 3  | 1  | 1  | 1  | 5  | 8  | -3   |
| Ucrania  | 0    | 3  | 0  | 0  | 3  | 0  | 13 | -13  |

| 4 de abril de 2015, 11:00 (UTC+2) | Bélgica     | 1:0 (0:0) | Ucrania | Waldseestadion, Forst  |                        |
|                                   | Maximus 84' | Reporte   |         | Árbitro(s): Marte Sørø | Árbitro(s): Marte Sørø |

| 4 de abril de 2015, 14:00 (UTC+2) | Alemania                                    | 6:0 (4:0) | Escocia | Waldseestadion, Forst     |                           |
|                                   | Schüller 10' 33' · Freigang 17' 40' 50' 60' | Reporte   |         | Árbitro(s): Olga Zadinová | Árbitro(s): Olga Zadinová |

| 6 de abril de 2015, 11:00 (UTC+2) | Escocia       | 2:2 (0:1) | Bélgica                       | Stadion SV 98 Schwetzingen, Schwetzingen |                        |
|                                   | Arnot 48' 80' | Reporte   | 45+3' Maximus · 67' Hannecart | Árbitro(s): Marte Sørø                   | Árbitro(s): Marte Sørø |

| 6 de abril de 2015, 14:00 (UTC+2) | Alemania | 9:0 (3:0) | Ucrania | Stadion SV 98 Schwetzingen, Schwetzingen |                                    |
|                                   | Freigang 14' · Rauch 33' (pen.) · Ehegötz 39' · Kravchuk 57' (a.g.) · Gier 59' 64' · Schüller 74' 82' · Rebecca Knaak 89' | Reporte   |         | Árbitro(s): Tania Fernandes Morais       | Árbitro(s): Tania Fernandes Morais |

| 9 de abril de 2015, 11:00 (UTC+2) | Bélgica       | 1:3 (0:1) | Alemania                                                    | Waldseestadion, Forst     |                           |
|                                   | Maximus 90+2' | Reporte   | 16' (a.g.) Vanwynsberghe · 60' (a.g.) Vangheluwe · 79' Gier | Árbitro(s): Olga Zadinová | Árbitro(s): Olga Zadinová |

| 9 de abril de 2015, 11:00 (UTC+2) | Ucrania | 0:3 (0:1) | Escocia                             | Stadion SV 98 Schwetzingen, Schwetzingen |                                    |
|                                   |         | Reporte   | 44' Howat · 57' Arnot · 77' Stewart | Árbitro(s): Tania Fernandes Morais       | Árbitro(s): Tania Fernandes Morais |

### Grupo 6
País anfitrión: Países Bajos
| Equipo          | Pts. | PJ | PG | PE | PP | GF | GC | Dif. |
| --------------- | ---- | -- | -- | -- | -- | -- | -- | ---- |
| Dinamarca       | 9    | 3  | 3  | 0  | 0  | 7  | 1  | 6    |
| Países Bajos    | 6    | 3  | 2  | 0  | 1  | 9  | 1  | 8    |
| República Checa | 3    | 3  | 1  | 0  | 2  | 3  | 8  | -5   |
| Eslovenia       | 0    | 3  | 0  | 0  | 3  | 0  | 9  | -9   |

| 4 de abril de 2015, 15:00 (UTC+2) | Países Bajos                                                                                  | 6:0 (4:0) | República Checa | Sportpark Marsana, Meerssen |                             |
|                                   | Admiraal 5' 42' · Sanders 14' · Kubicová 34' (a.g.) · Kaagman 53' (pen.) · Van Der Linden 77' | Reporte   |                 | Árbitro(s): Lina Lehtovaara | Árbitro(s): Lina Lehtovaara |

| 4 de abril de 2015, 17:00 (UTC+2) | Dinamarca                                                 | 4:0 (2:0) | Eslovenia | Sportcomplex Strijthagen, Landgraaf |                                |
|                                   | Henriksen 14' · Bruun 43' · Andersen 66' · Vangsgaard 82' | Reporte   |           | Árbitro(s): Florence Guillemin      | Árbitro(s): Florence Guillemin |

| 6 de abril de 2015, 15:00 (UTC+2) | Países Bajos                      | 3:0 (0:0) | Eslovenia | Sportcomplex Strijthagen, Landgraaf |                       |
|                                   | Hoekstra 50' · Folkertsma 52' 74' | Reporte   |           | Árbitro(s): Ana Minić               | Árbitro(s): Ana Minić |

| 6 de abril de 2015, 17:00 (UTC+2) | República Checa | 1:2 (0:1) | Dinamarca               | Sportpark Marsana, Meerssen    |                                |
|                                   | Křivská 68'     | Reporte   | 20' Sevecke · 83' Bruun | Árbitro(s): Florence Guillemin | Árbitro(s): Florence Guillemin |

| 9 de abril de 2015, 18:00 (UTC+2) | Dinamarca | 1:0 (1:0) | Países Bajos | Sportpark Marsana, Meerssen |                             |
|                                   | Bruun 6'  | Reporte   |              | Árbitro(s): Lina Lehtovaara | Árbitro(s): Lina Lehtovaara |

| 9 de abril de 2015, 18:00 (UTC+2) | Eslovenia | 0:2 (0:1) | República Checa        | Sportcomplex Strijthagen, Landgraaf |                       |
|                                   |           | Reporte   | 4' Křivská · 53' Černá | Árbitro(s): Ana Minić               | Árbitro(s): Ana Minić |

### Ranking de los segundos puestos
El mejor segundo lugar de los 6 grupos pasó a la siguiente ronda junto a los ganadores de cada grupo. Se contabilizan los resultados obtenidos en contra de los ganadores y los terceros clasificados de cada grupo. Clasificó Noruega.
| Gr. | Equipo       | PJ | PG | PE | PP | GF | GC | DG | Pts. |
| --- | ------------ | -- | -- | -- | -- | -- | -- | -- | ---- |
| 4   | Noruega      | 2  | 1  | 1  | 0  | 4  | 2  | 2  | 4    |
| 6   | Países Bajos | 2  | 1  | 0  | 1  | 6  | 1  | 5  | 3    |
| 3   | Rusia        | 2  | 1  | 0  | 1  | 4  | 2  | 2  | 3    |
| 2   | Italia       | 2  | 1  | 0  | 1  | 4  | 4  | 0  | 3    |
| 5   | Bélgica      | 2  | 0  | 1  | 1  | 3  | 5  | -2 | 1    |
| 1   | Portugal     | 2  | 0  | 1  | 1  | 1  | 3  | -2 | 1    |

## Fase final
Las ganadoras de los seis grupos anteriores accedieron a la etapa de semifinales junto a Noruega por ser la mejor segunda e Israel que fue el país anfitrión de la etapa final. En esta fase se formaron dos grupos de cuatro equipos, las dos primeras selecciones de cada grupo se clasificaron para disputar las seminales. El sorteo se realizó el 20 de mayo de 2015 en, Haifa, Israel. Las cuatro selecciones que quedaron entre las dos primeras de su grupo se clasificaron automáticamente para la Copa Mundial Femenina de Fútbol Sub-20 de 2016.

### Grupo A
| Equipo    | Pts. | PJ | PG | PE | PP | GF | GC | Dif. |
| --------- | ---- | -- | -- | -- | -- | -- | -- | ---- |
| Francia   | 9    | 3  | 3  | 0  | 0  | 6  | 0  | 6    |
| Suecia    | 6    | 3  | 2  | 0  | 1  | 4  | 1  | 3    |
| Dinamarca | 3    | 3  | 1  | 0  | 2  | 2  | 3  | -1   |
| Israel    | 0    | 3  | 0  | 0  | 3  | 1  | 9  | -8   |

| 15 de julio de 2015, 19:30 (UTC+3) | Francia   | 1:0 (0:0) | Dinamarca | Estadio de Netanya, Netanya |                       |
|                                    | Léger 49' | Reporte   |           | Árbitro(s): Ana Minić       | Árbitro(s): Ana Minić |

| 15 de julio de 2015, 20:10 (UTC+3) | Israel | 0:3 (0:2) | Suecia                           | Estadio Municipal de Lod, Lod |                        |
|                                    |        | Reporte   | 22' Björn · 28' 72' Blackstenius | Árbitro(s): Rhona Daly        | Árbitro(s): Rhona Daly |

| 18 de julio de 2015, 19:30 (UTC+3) | Suecia              | 1:0 (1:0) | Dinamarca | Estadio Haberfeld, Rishon LeZion |                            |
|                                    | Angeldal 35' (pen.) | Reporte   |           | Árbitro(s): Lorraine Clark       | Árbitro(s): Lorraine Clark |

| 18 de julio de 2015, 21:15 (UTC+3) | Israel | 0:4 (0:2) | Francia                                          | Estadio de Netanya, Netanya |                             |
|                                    |        | Reporte   | 10' Matéo · 26' Carage · 63' Gathrat · 90' Léger | Árbitro(s): Lina Lehtovaara | Árbitro(s): Lina Lehtovaara |

| 21 de julio de 2015, 19:40 (UTC+3) | Dinamarca        | 2:1 (1:1) | Israel     | Estadio Municipal de Lod, Lod |                               |
|                                    | Sørensen 33' 60' | Reporte   | 22' Avital | Árbitro(s): Eleni Lampadariou | Árbitro(s): Eleni Lampadariou |

| 21 de julio de 2015, 19:40 (UTC+3) | Suecia | 0:1 (0:1) | Francia             | Estadio de Netanya, Netanya |                        |
|                                    |        | Reporte   | 5' (a.g.) Andersson | Árbitro(s): Rhona Daly      | Árbitro(s): Rhona Daly |

### Grupo B
| Equipo     | Pts. | PJ | PG | PE | PP | GF | GC | Dif. |
| ---------- | ---- | -- | -- | -- | -- | -- | -- | ---- |
| Alemania   | 6    | 3  | 2  | 0  | 1  | 3  | 3  | 0    |
| España     | 6    | 3  | 2  | 0  | 1  | 7  | 2  | 5    |
| Noruega    | 4    | 3  | 1  | 1  | 1  | 2  | 4  | -2   |
| Inglaterra | 1    | 3  | 0  | 1  | 2  | 2  | 5  | -3   |

| 15 de julio de 2015, 19:30 (UTC+3) | Inglaterra | 1:2 (1:1) | Alemania                | Estadio Haberfeld, Rishon LeZion |                             |
|                                    | George 30' | Reporte   | 25' Ehegötz · 87' Knaak | Árbitro(s): Lina Lehtovaara      | Árbitro(s): Lina Lehtovaara |

| 15 de julio de 2015, 19:30 (UTC+3) | España                                        | 4:0 (3:0) | Noruega | Estadio Municipal de Ramla, Ramla |                              |
|                                    | Redondo 22' 83' · García 26' · P. Garrote 38' | Reporte   |         | Árbitro(s): Esther Azzopardi      | Árbitro(s): Esther Azzopardi |

| 18 de julio de 2015, 19:30 (UTC+3) | Inglaterra | 1:3 (1:0) | España                                    | Estadio Municipal de Ramla, Ramla |                               |
|                                    | Flint 9'   | Reporte   | 54' P. Garrote · 82' Redondo · 90' Gálvez | Árbitro(s): Eleni Lampadariou     | Árbitro(s): Eleni Lampadariou |

| 18 de julio de 2015, 19:30 (UTC+3) | Alemania | 0:2 (0:2) | Noruega                        | Estadio Municipal de Lod, Lod |                       |
|                                    |          | Reporte   | 5' Fjelldal · 33' (a.g.) Knaak | Árbitro(s): Ana Minić         | Árbitro(s): Ana Minić |

| 21 de julio de 2015, 19:30 (UTC+3) | Noruega | 0:0     | Inglaterra | Estadio Municipal de Ramla, Ramla |                              |
|                                    |         | Reporte |            | Árbitro(s): Esther Azzopardi      | Árbitro(s): Esther Azzopardi |

| 21 de julio de 2015, 19:30 (UTC+3) | Alemania          | 1:0 (1:0) | España | Estadio Haberfeld, Rishon LeZion |                            |
|                                    | Gálvez 39' (a.g.) | Reporte   |        | Árbitro(s): Lorraine Clark       | Árbitro(s): Lorraine Clark |

### Segunda fase
|  | Semifinales | Semifinales |   |  | Final       | Final |  |
|  |             |             |   |  |             |       |  |
|  | 24 de julio |             |   |  |             |       |  |
|  | Francia     | 1 (4)       |   |  |             |       |  |
|  | España (p.) | 1 (5)       |   |  |             |       |  |
|  |             |             |   |  |             |       |  |
|  |             |             |   |  | 27 de julio |       |  |
|  |             |             |   |  | España      | 1     |  |
|  |             | Suecia      | 3 |  |             |       |  |
|  |             |             |   |  |             |       |  |
|  |             |             |   |  |             |       |  |
|  |             |             |   |  |             |       |  |
|  | 24 de julio |             |   |  |             |       |  |
|  | Alemania    | 3 (2)       |   |  |             |       |  |
|  | Suecia (p.) | 3 (4)       |   |  |             |       |  |

#### Semifinales
| 24 de julio de 2015, 19:00 (UTC+3) | Alemania                           | 3:3 (3:3, 1:2) (t. s.)(2:4 p.) | Suecia                                      | Estadio de Netanya, Netanya  |                              |
|                                    | Knaak 12' · Ehegötz 58' · Gier 78' | Reporte                        | 21' Almqvist · 44' 88' Blackstenius         | Árbitro(s): Esther Azzopardi | Árbitro(s): Esther Azzopardi |
|                                    |                                    | Tiros desde el punto penal     |                                             |                              |                              |
|                                    | Knaak · Gier · Rauch · Gaugigl     |                                | Angeldal · Björn · Blackstenius · Blomqvist |                              |                              |

| 24 de julio de 2015, 21:30 (UTC+3) | Francia                                            | 1:1 (1:1, 1:1) (t. s.)(4:5 p.) | España                                            | Estadio Municipal de Lod, Lod |                        |
|                                    | Léger 36'                                          | Reporte                        | 42' Sánchez                                       | Árbitro(s): Rhona Daly        | Árbitro(s): Rhona Daly |
|                                    |                                                    | Tiros desde el punto penal     |                                                   |                               |                        |
|                                    | Greboval · Lahmari · Karchaoui · Romanelli · Léger |                                | Domínguez · Hernández · Ortega · Beltrán · García |                               |                        |

#### Final
| 27 de julio de 2015, 19:40 (UTC+3) | España        | 1:3 (0:2) | Suecia                              | Estadio de Netanya, Netanya |                             |
|                                    | Hernández 81' | Reporte   | 28' 36' Blackstenius · 89' Angeldal | Árbitro(s): Lina Lehtovaara | Árbitro(s): Lina Lehtovaara |

| Bandera de Suecia |
| Suecia            |
| Tercer título     |

## Clasificadas

### Copa Mundial Femenina de Fútbol Sub-20
| Bandera de Alemania | Bandera de España | Bandera de Francia | Bandera de Suecia |
| Alemania            | España            | Francia            | Suecia            |

## Estadísticas
| Stina Blackstenius                        | Suecia    | 6 | 390' |
| Marie-Charlotte Léger                     | Francia   | 3 | 313' |
| Alba Redondo                              | España    | 3 | 480' |
| Filippa Angeldal                          | Suecia    | 2 | 219' |
| Nicoline Sørensen                         | Dinamarca | 2 | 270' |
| Pilar Garrote                             | España    | 2 | 327' |
| Nina Ehegötz                              | Alemania  | 2 | 346' |
| Rebecca Knaak                             | Alemania  | 2 | 390' |
| Madeline Gier                             | Alemania  | 1 | 97'  |
| Noémie Carage                             | Francia   | 1 | 211' |
| Última actualización: 27 de julio de 2015 |           |   |      |

| Lista completa | Lista completa | Lista completa | Lista completa  | Lista completa |
| --- | -------------- | -------------- | --------------- | -------------- |
| \| Jugadora \| Selección \| Goles \| Minutos jugados \| \| ---------------- \| ---------- \| ----- \| --------------- \| \| Nathalie Björn \| Suecia \| 1 \| 260' \| \| Vilde Fjelldal \| Noruega \| 1 \| 267' \| \| Eden Avital \| Israel \| 1 \| 270' \| \| Natasha Flint \| Inglaterra \| 1 \| 270' \| \| Gabrielle George \| Inglaterra \| 1 \| 270' \| \| Clara Matéo \| Francia \| 1 \| 306' \| \| Tove Almqvist \| Suecia \| 1 \| 322' \| \| Juliane Gathrat \| Francia \| 1 \| 327' \| \| Andrea Falcón \| España \| 1 \| 460' \| \| Nahikari García \| España \| 1 \| 473' \| \| Rocío Gálvez \| España \| 1 \| 480' \| \| Sandra Hernández \| España \| 1 \| 480' \| |                |                |                 |                |
| Jugadora | Selección      | Goles          | Minutos jugados |                |
| Nathalie Björn | Suecia         | 1              | 260'            |                |
| Vilde Fjelldal | Noruega        | 1              | 267'            |                |
| Eden Avital | Israel         | 1              | 270'            |                |
| Natasha Flint | Inglaterra     | 1              | 270'            |                |
| Gabrielle George | Inglaterra     | 1              | 270'            |                |
| Clara Matéo | Francia        | 1              | 306'            |                |
| Tove Almqvist | Suecia         | 1              | 322'            |                |
| Juliane Gathrat | Francia        | 1              | 327'            |                |
| Andrea Falcón | España         | 1              | 460'            |                |
| Nahikari García | España         | 1              | 473'            |                |
| Rocío Gálvez | España         | 1              | 480'            |                |
| Sandra Hernández | España         | 1              | 480'            |                |

| Jugadora         | Selección  | Goles | Minutos jugados |
| ---------------- | ---------- | ----- | --------------- |
| Nathalie Björn   | Suecia     | 1     | 260'            |
| Vilde Fjelldal   | Noruega    | 1     | 267'            |
| Eden Avital      | Israel     | 1     | 270'            |
| Natasha Flint    | Inglaterra | 1     | 270'            |
| Gabrielle George | Inglaterra | 1     | 270'            |
| Clara Matéo      | Francia    | 1     | 306'            |
| Tove Almqvist    | Suecia     | 1     | 322'            |
| Juliane Gathrat  | Francia    | 1     | 327'            |
| Andrea Falcón    | España     | 1     | 460'            |
| Nahikari García  | España     | 1     | 473'            |
| Rocío Gálvez     | España     | 1     | 480'            |
| Sandra Hernández | España     | 1     | 480'            |

| Signe Schioldan                           | Dinamarca | 2 | 126' |
| Leire Baños                               | España    | 2 | 155' |
| Lea Schüller                              | Alemania  | 2 | 293' |
| Sakina Karchaoui                          | Francia   | 2 | 303' |
| Clara Matéo                               | Francia   | 2 | 306' |
| Nuria Garrote                             | España    | 2 | 361' |
| Stina Blackstenius                        | Suecia    | 2 | 390' |
| Ronja Aronsson                            | Suecia    | 2 | 480' |
| Alba Redondo                              | España    | 2 | 480' |
| Madeline Gier                             | Alemania  | 1 | 97'  |
| Última actualización: 27 de julio de 2015 |           |   |      |

| Lista completa | Lista completa | Lista completa | Lista completa  | Lista completa |
| --- | -------------- | -------------- | --------------- | -------------- |
| \| Jugadora \| Selección \| Asistencias \| Minutos jugados \| \| ----------------- \| ---------- \| ----------- \| --------------- \| \| Laura Ortega \| España \| 1 \| 178' \| \| Rebecka Blomqvist \| Suecia \| 1 \| 201' \| \| Johanne Fridlund \| Noruega \| 1 \| 208' \| \| Jenny Gaugigl \| Alemania \| 1 \| 229' \| \| Marian Awad \| Israel \| 1 \| 246' \| \| Rosella Ayane \| Inglaterra \| 1 \| 257' \| \| Tove Almqvist \| Suecia \| 1 \| 322' \| \| Rebecca Knaak \| Alemania \| 1 \| 390' \| \| Felicitas Rauch \| Alemania \| 1 \| 390' \| \| Anna Oskarsson \| Suecia \| 1 \| 400' \| |                |                |                 |                |
| Jugadora | Selección      | Asistencias    | Minutos jugados |                |
| Laura Ortega | España         | 1              | 178'            |                |
| Rebecka Blomqvist | Suecia         | 1              | 201'            |                |
| Johanne Fridlund | Noruega        | 1              | 208'            |                |
| Jenny Gaugigl | Alemania       | 1              | 229'            |                |
| Marian Awad | Israel         | 1              | 246'            |                |
| Rosella Ayane | Inglaterra     | 1              | 257'            |                |
| Tove Almqvist | Suecia         | 1              | 322'            |                |
| Rebecca Knaak | Alemania       | 1              | 390'            |                |
| Felicitas Rauch | Alemania       | 1              | 390'            |                |
| Anna Oskarsson | Suecia         | 1              | 400'            |                |

| Jugadora          | Selección  | Asistencias | Minutos jugados |
| ----------------- | ---------- | ----------- | --------------- |
| Laura Ortega      | España     | 1           | 178'            |
| Rebecka Blomqvist | Suecia     | 1           | 201'            |
| Johanne Fridlund  | Noruega    | 1           | 208'            |
| Jenny Gaugigl     | Alemania   | 1           | 229'            |
| Marian Awad       | Israel     | 1           | 246'            |
| Rosella Ayane     | Inglaterra | 1           | 257'            |
| Tove Almqvist     | Suecia     | 1           | 322'            |
| Rebecca Knaak     | Alemania   | 1           | 390'            |
| Felicitas Rauch   | Alemania   | 1           | 390'            |
| Anna Oskarsson    | Suecia     | 1           | 400'            |